# Flamand közmondások a németalföldi festészetben
A németalföldi festészetben a kor divatja szerint kedvelt és elterjedt volt a nyüzsgő forgatag, tömeg ábrázolása. A festők különféle lehetőségeket kerestek ilyen ábrázolásokra a vallásos témákon túl. Mentségül a népi vallásosság kevésbé szigorú keretei szolgáltak ehhez. Elterjedt volt eleinte egyfajta átmenetként a búcsúk ábrázolása. Vagy a hét főbűn már-már profán megjelenítése. Majd még világibb a karneváli forgatagé.
Idősebb Pieter Bruegel is előszeretettel színesítette a lehetőséget további ötletekkel. Így született a gyermekjátékokat ábrázoló festménye. És érdekes lehetőség volt a szólások, közmondások képi megjelenítése először egy-egy önálló képen, vagy kisebb sorozatokon majd egy képen ábrázolva a lehető legtöbbet.

## Hasonló közmondásokat ábrázoló művek

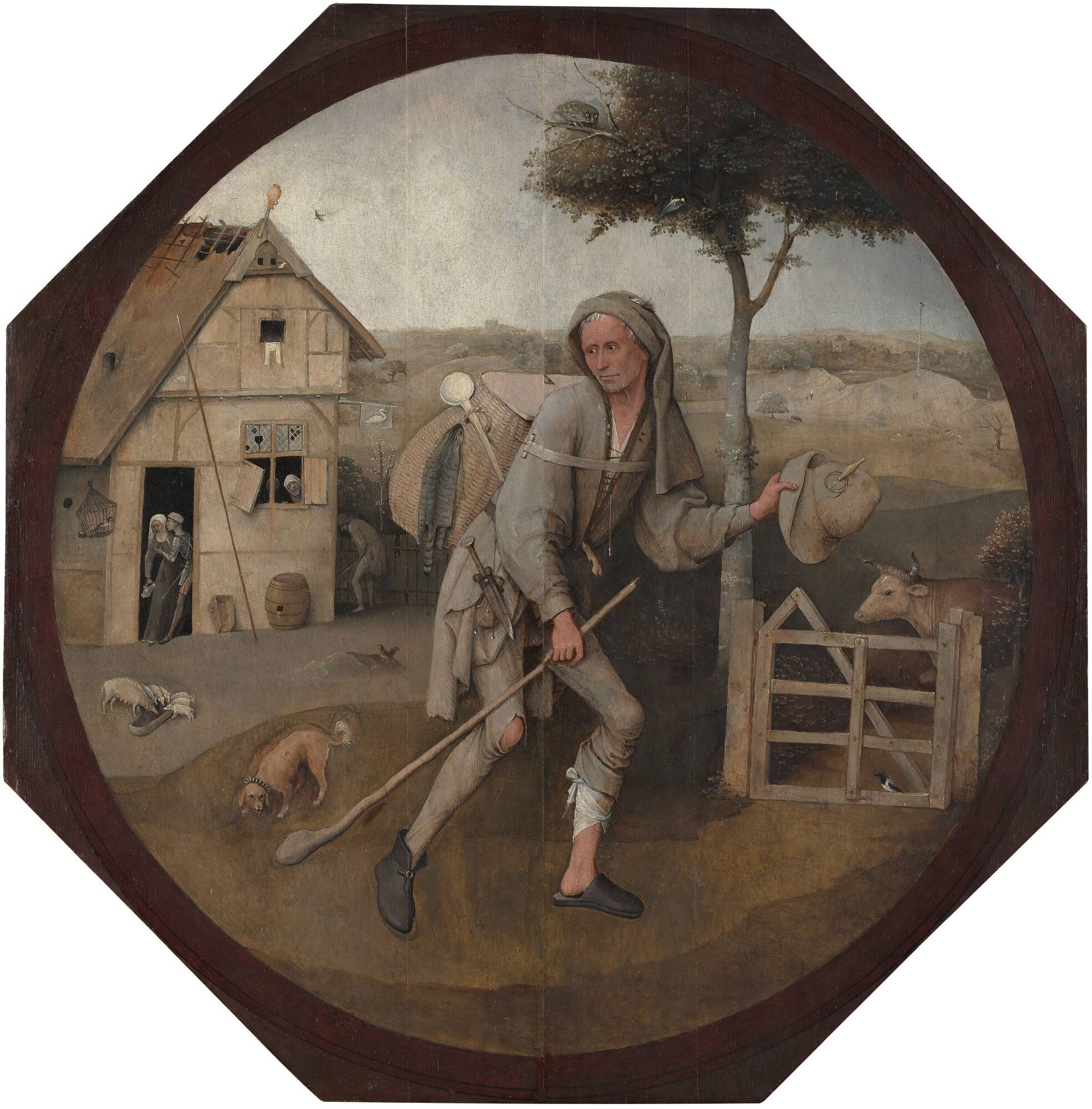
Hieronymus Boschː A tékozló fiú

A Flamand közmondások közvetlen előzményének tekinthető Idősebb Pieter Bruegel tizenkét medalionon ábrázolt Tizenkét közmondás című képe. Frans Hogenberg szintén flamand közmondásokat megjelenítő műve A kék köpeny idősebb Pieter Bruegel festményével azonos évben jelent meg. A beállítások egy része szinte teljesen azonos Bruegelével. Egyébként Kék köpeny címmel emlegették Bruegel munkáját is. (lásd 8.) Azonban lehetséges, hogy mindkét mű korábbi alkotások alapján készülhetett.
Hieronymus Boschnak, akit Bruegel mesterének tekintett két műve kerülhet szóba. A tékozló fiú, amely egy triptichon részeként de külön medalionon is fennmaradt. Illetve a nagy hal felfalja a kis halakat témában (A leviatán) éppen Bruegel készített rézkarcot. Nem a téma, hanem csupán az ábrázolás, főleg az elhagyott, gazdátlan tárgyak tekintetében Bosch A mértéktelenség allegóriája című műve.
Ifjabb Pieter Brueghelnek is ismert egy kilenc szólást ábrázoló műve háromszor hármas elrendezésben.
Idősebb Pieter Bruegel a Flamand közmondásokon távoli, alig kivehető módon ábrázolt vakokról 1568-ban festett ragyogóan kidolgozott festményt. Továbbá a Fészekrablóhoz kapcsolódó közmondás is megjelent önálló műként is.
1577-ben jelent meg Johannes van Doetechum A kék köpeny (De blauwe huik) című műve négy nyomaton.

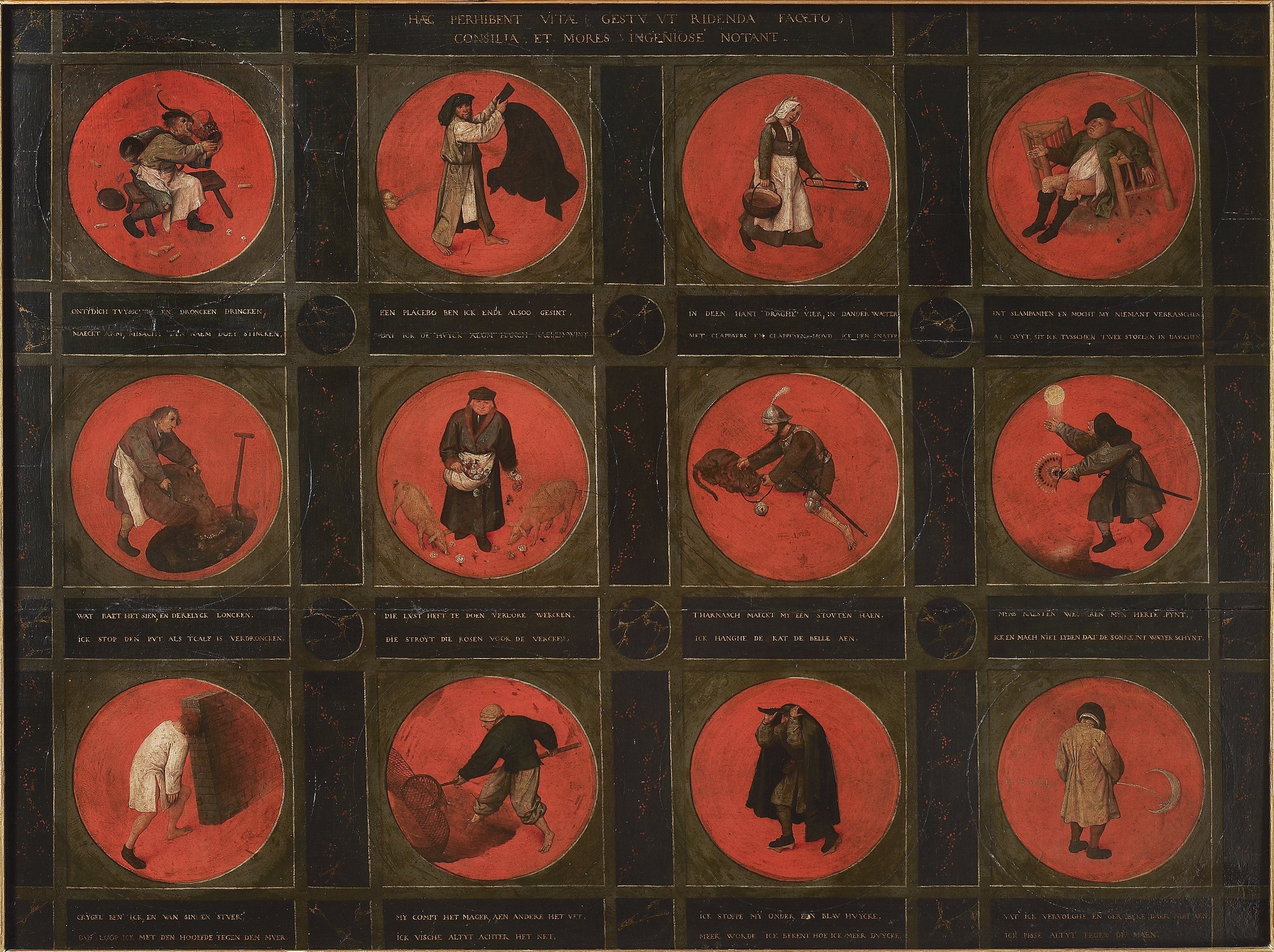
Idősebb Pieter Bruegel – Tizenkét közmondás, 1558, Lásd 200, 67, 3, 30, 9, 10, 21, 47, 4, 45, 8, 43
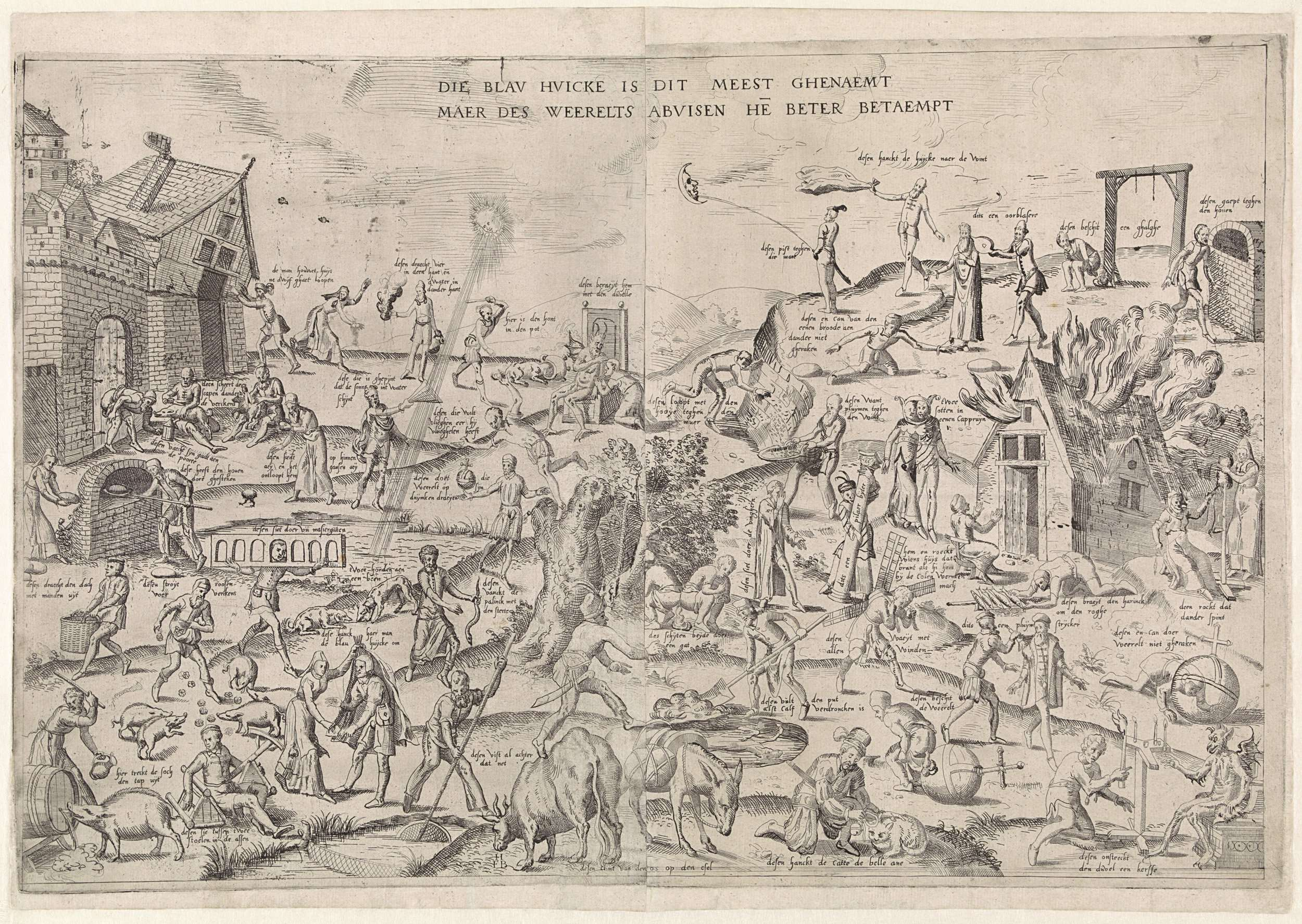
Frans Hogenberg: A kék köpeny, 1558 körül
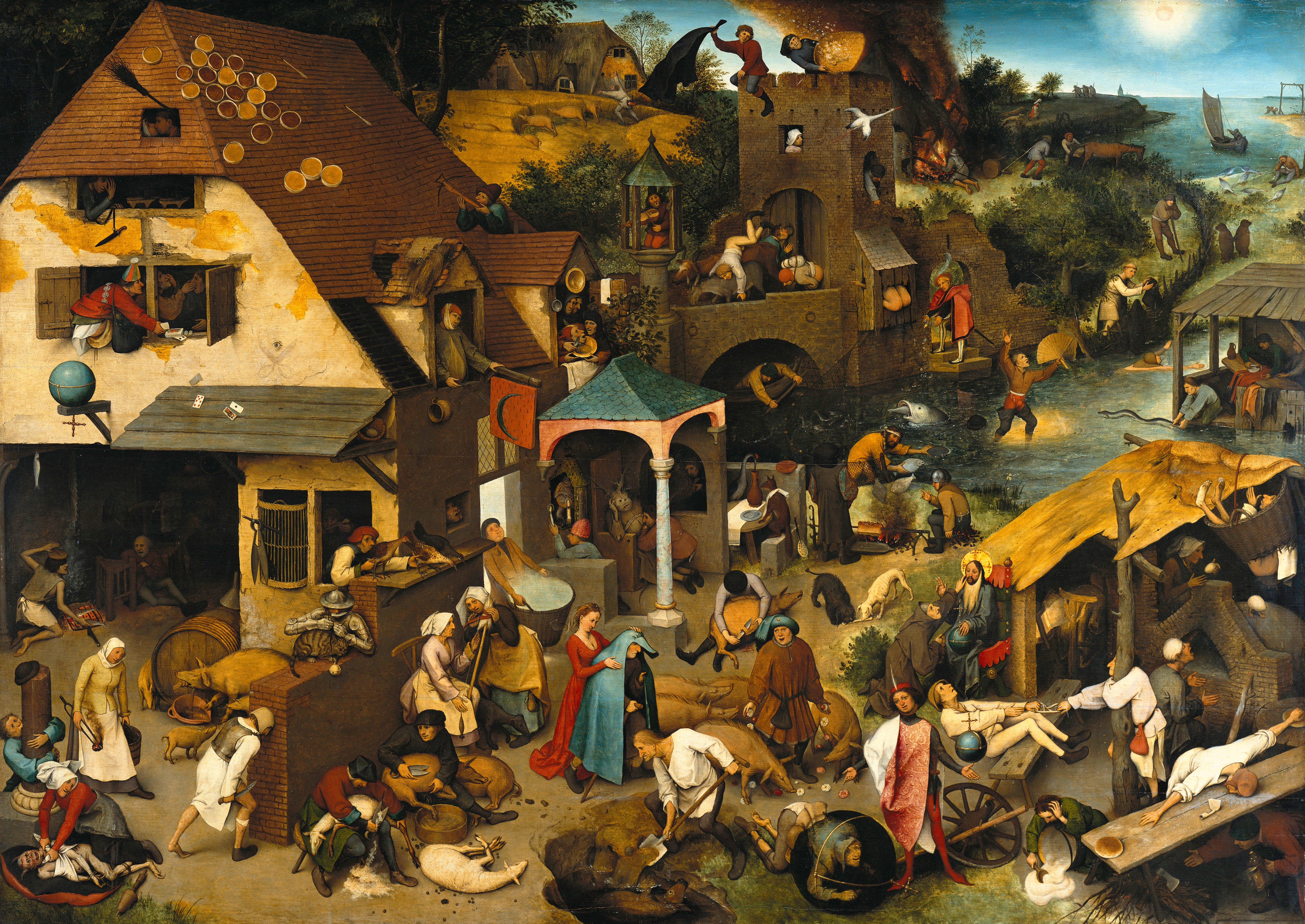
Idősebb Pieter Bruegel – Flamand közmondások, (1559)
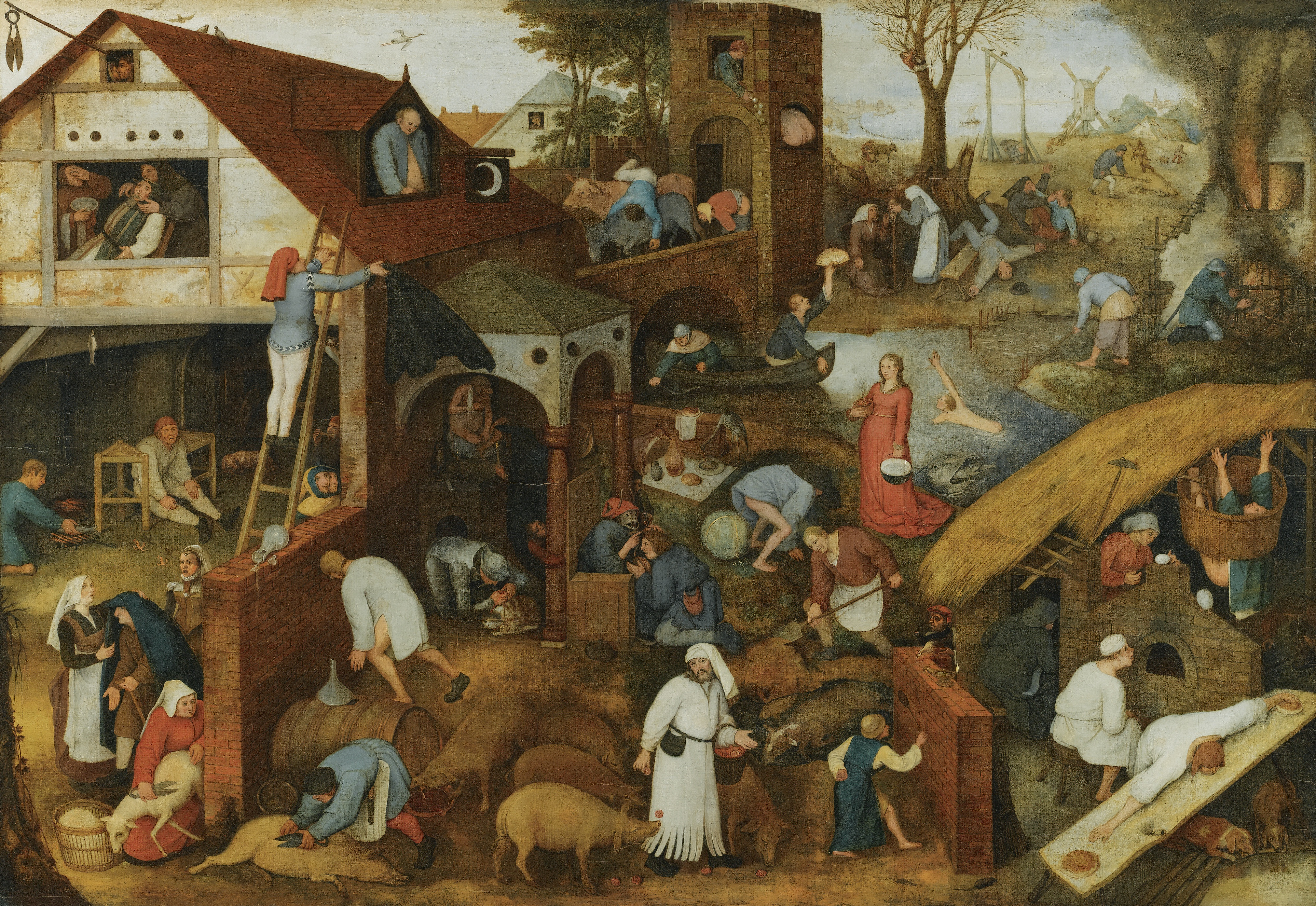
Ismeretlen nevű követő – Flemish Proverbs, (XVI. esetleg XVII. század)
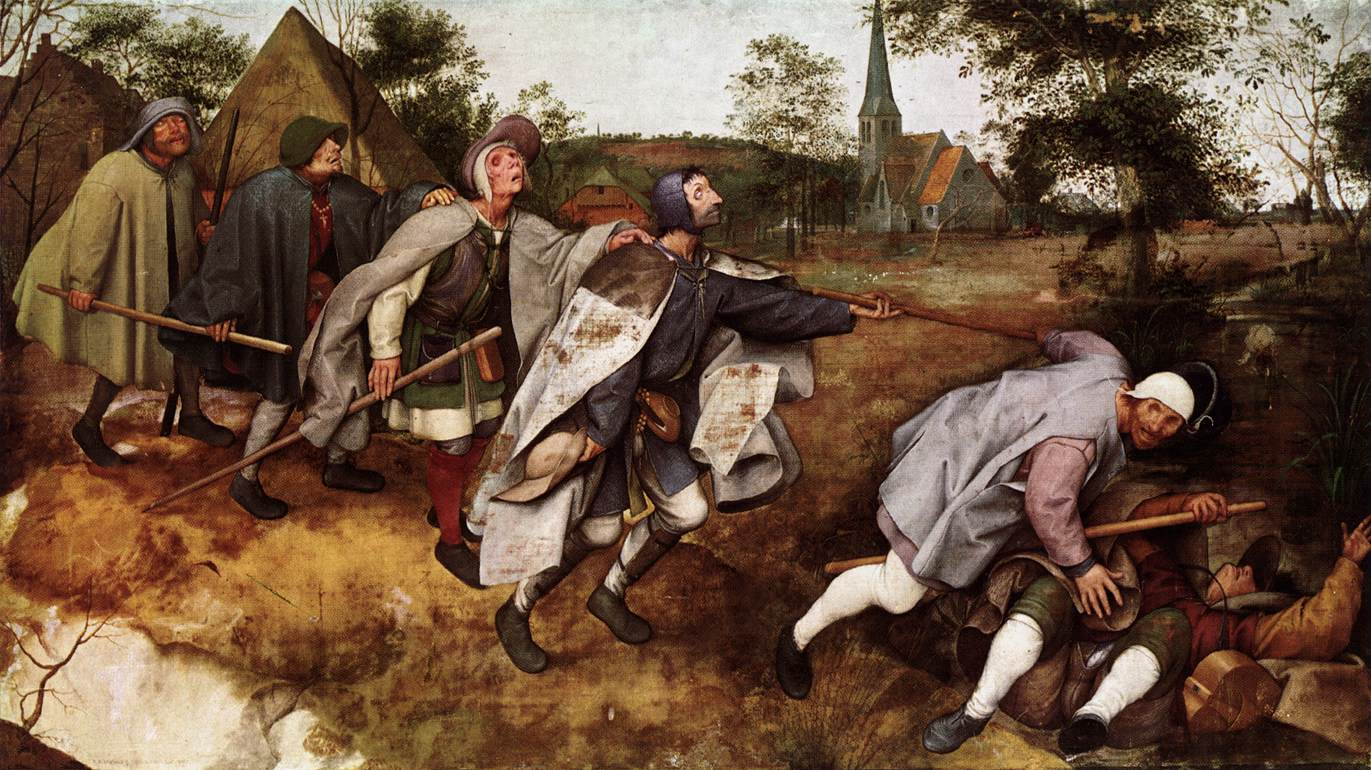
Idősebb Pieter Bruegel – Vak vezet világtalant, (1568) Lásdː 75.
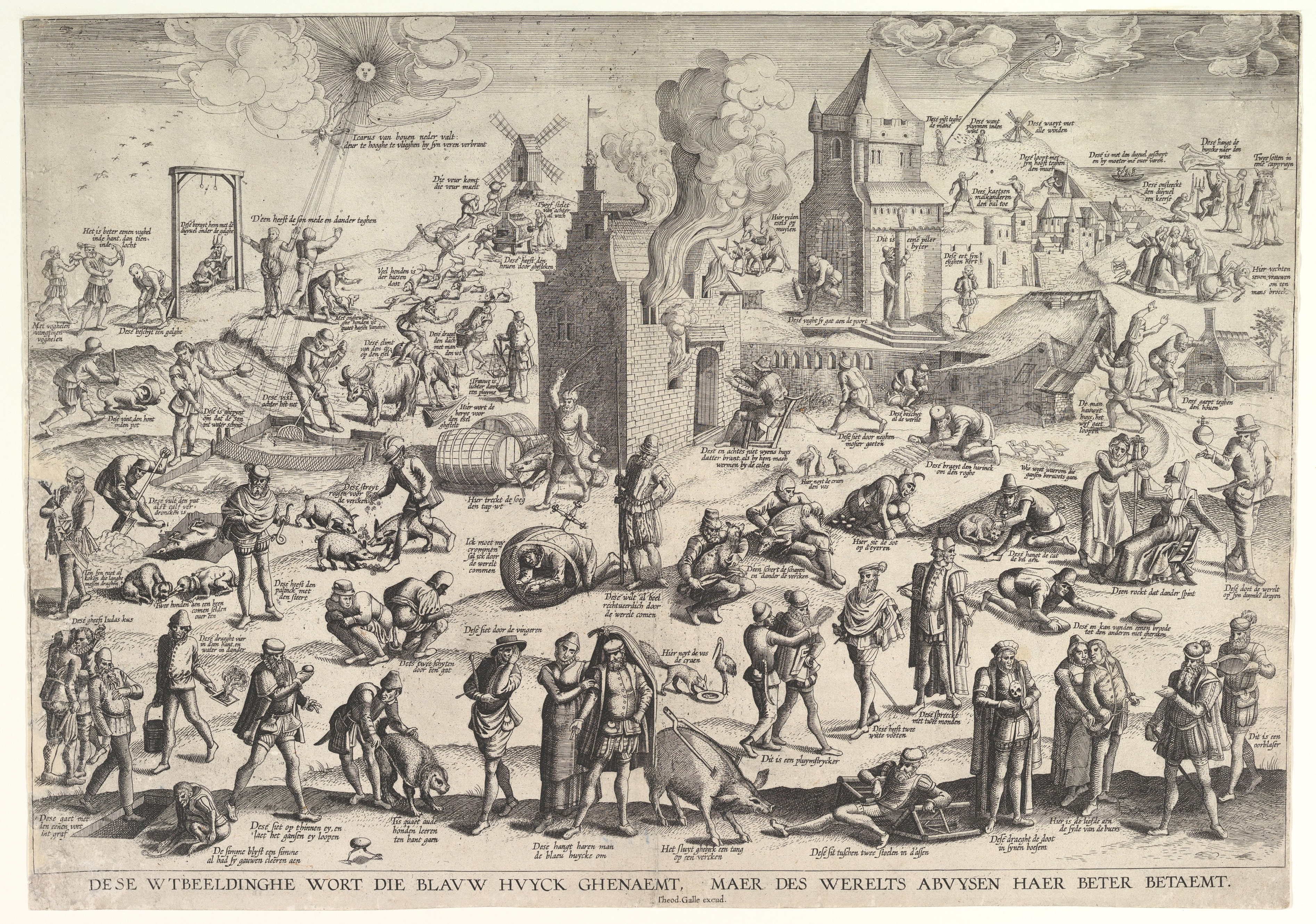
Theodoor Galle – A kék köpeny (1600 körül)
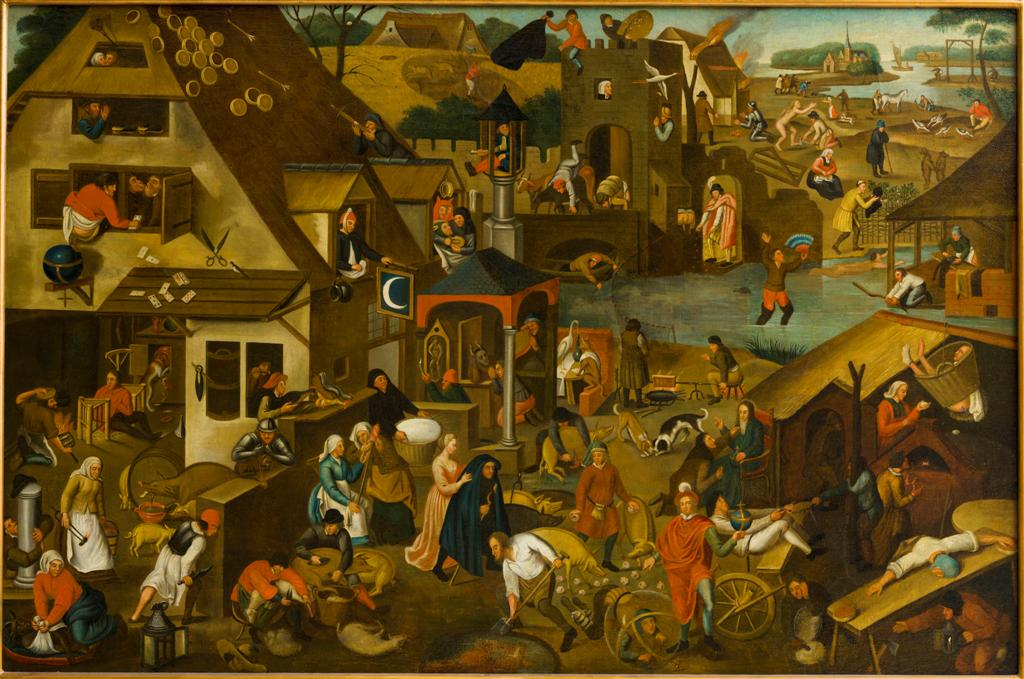
Ismeretlen nevű követő – Vlaamse spreekwoorden (1712)

## A Flamand közmondások (1559)

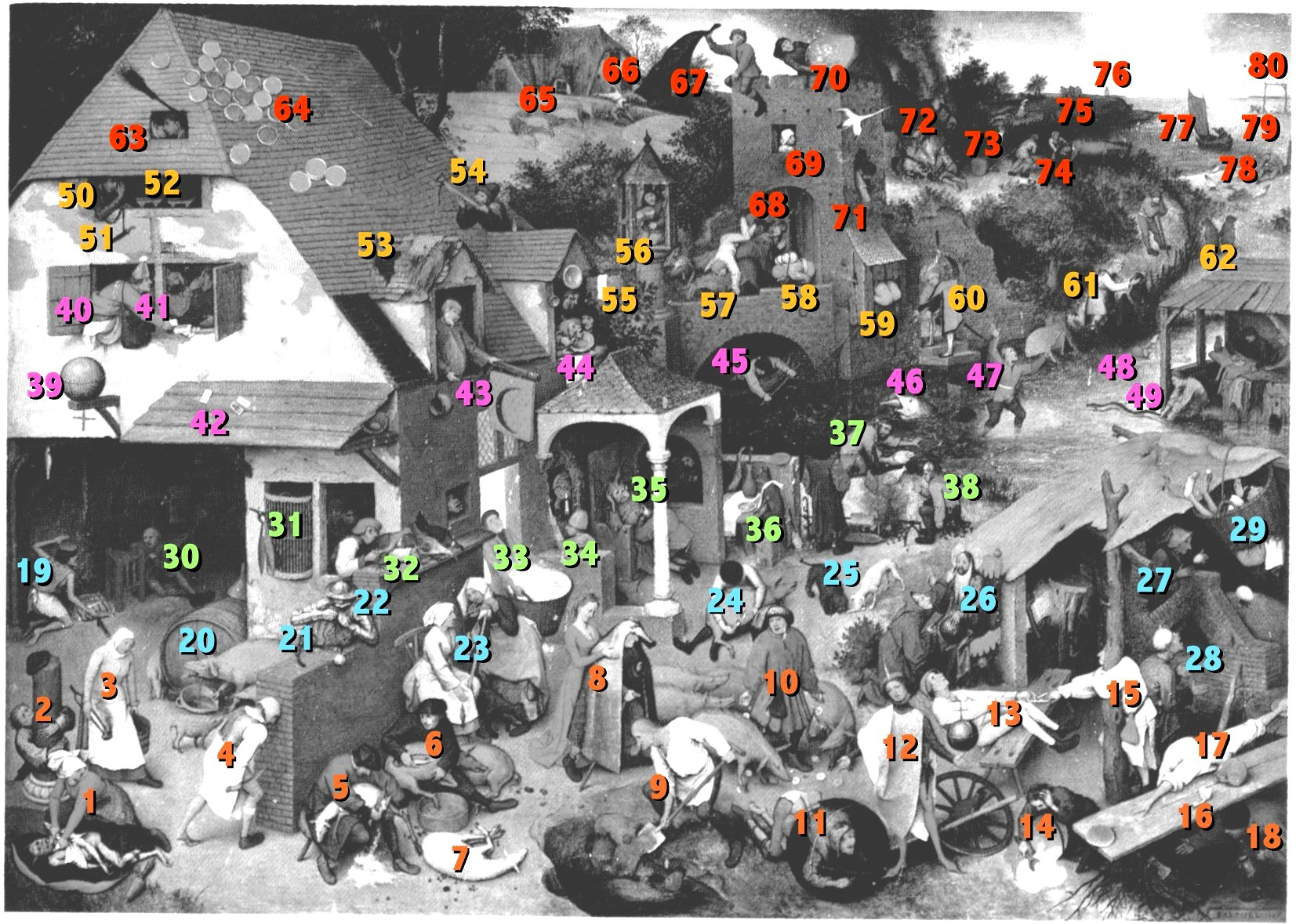
Idősebb Pieter Bruegel – Flamand közmondások (1559)

Mivel a legtöbb, valójában több mint száz közmondás (egyes források szerint 132) a Flamand közmondások című festményén szerepel, célszerű ezt az alkotást alapul venni. A jelenetek számozását ennek alapján egyszerűbb követni a kevesebbet ábrázoló alkotásokon.
Továbbá a számozásnak ez a rendszere több forrásban fellelhető magyarázó ábraként, bár főleg az eresz körül és a távolabbi kunyhó körül viszonylag sok különböző közmondásra történik utalás 42 illetve 49-es szám alatt.

## Ifjabb Pieter Brueghel változatai

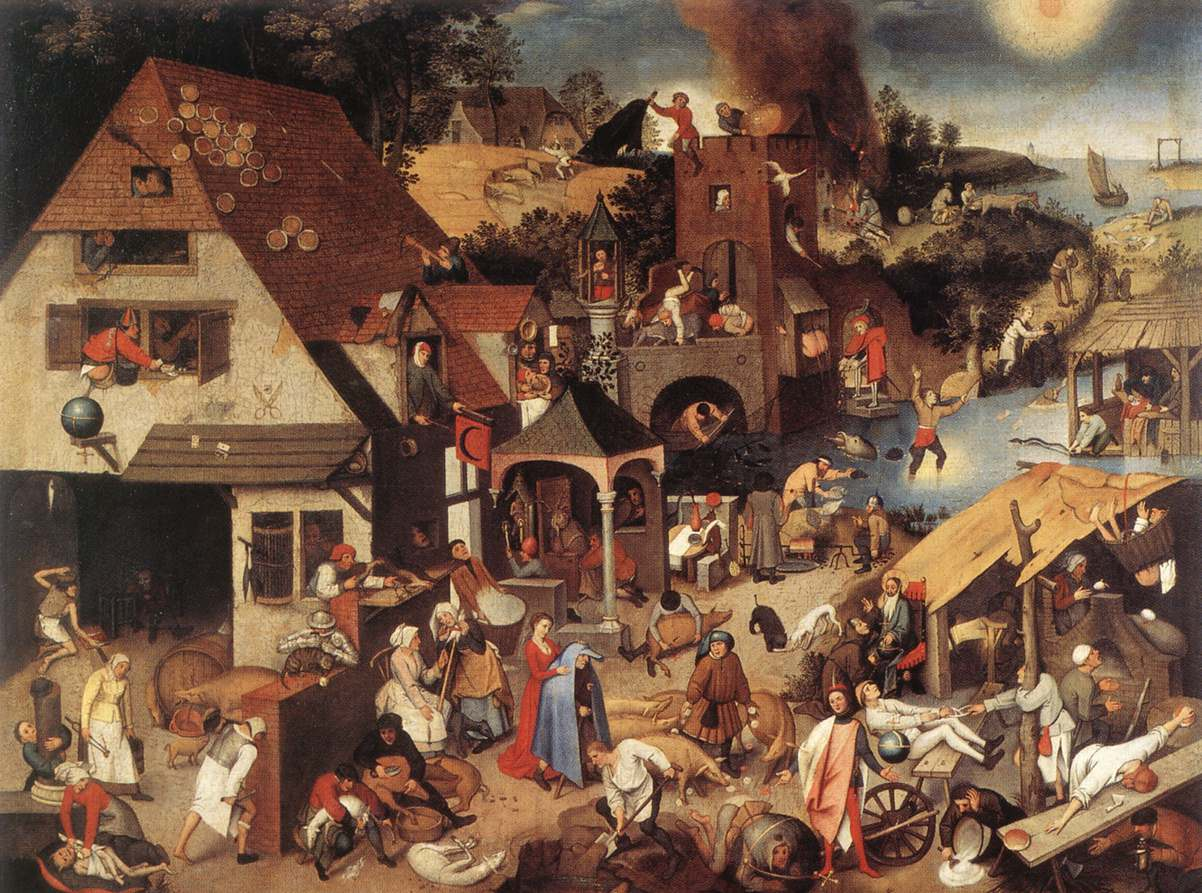
Ifjabb Pieter Brueghel, 1595
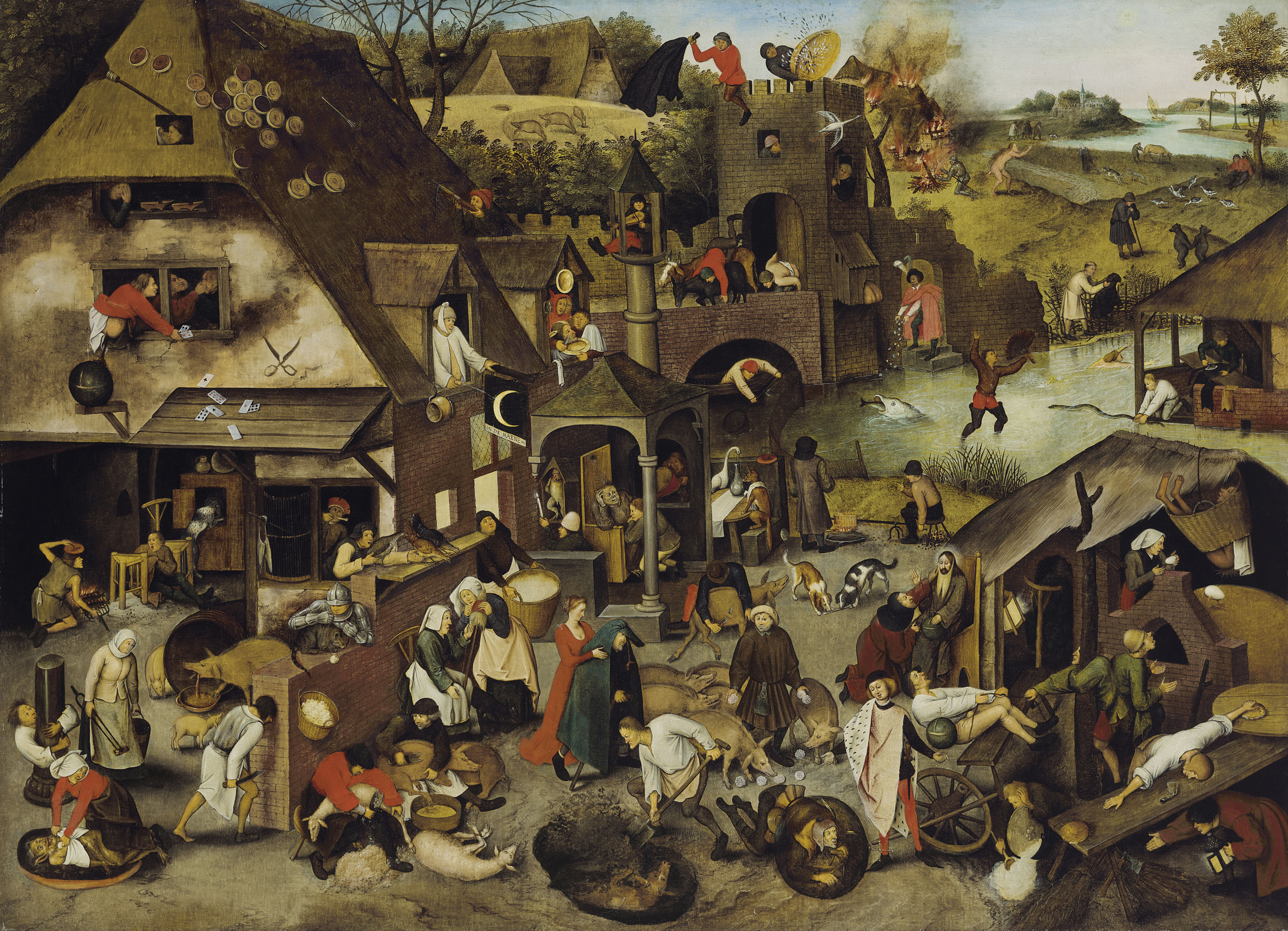
Ifjabb Pieter Brueghel, 1600.
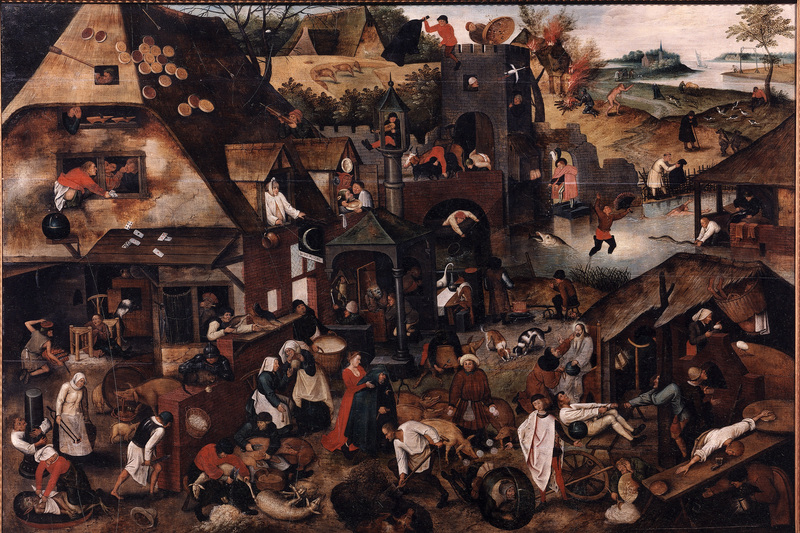
Ifjabb Pieter Brueghel, 1607.
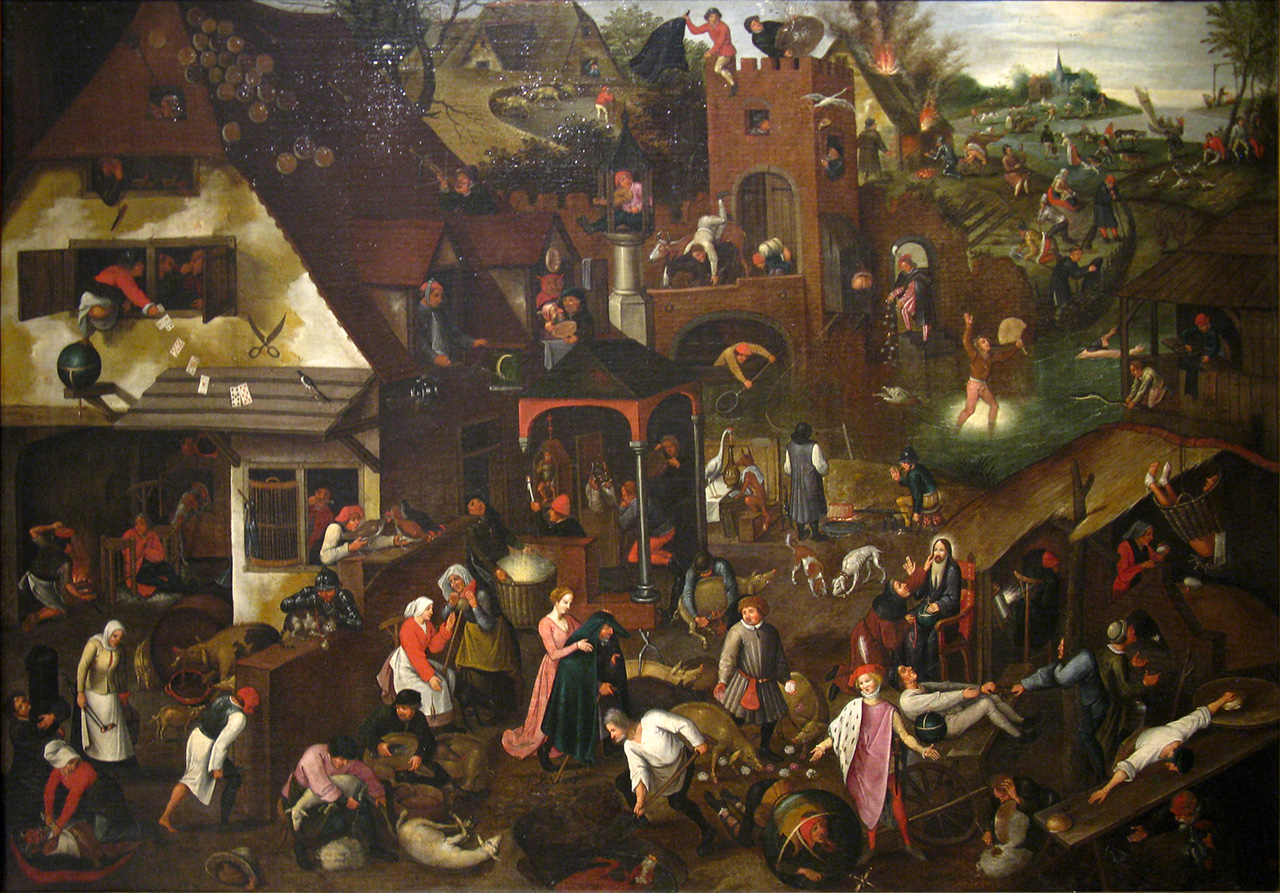
Ifjabb Pieter Brueghel, 1627.

Ezekre a változatokra is érvényes, hogy bizonyos hűségre törekedtek az eredeti alkotáshoz képest, és legfeljebb egy-két motívum hiányzik róluk, de az eredetin nem szereplő közmondást egyik sem jelenít meg. Az ereszen viszont két másolaton is szarka látható.
Hiányzik például a tengely szerű tárgy az ördög párnája mellől, a falban látható fej, vagy maga az ablak is. A nyeletlen kapa, lepény a fal tetején, stb.

## Ifjabb Pieter Brueghel egyéb alkotásai

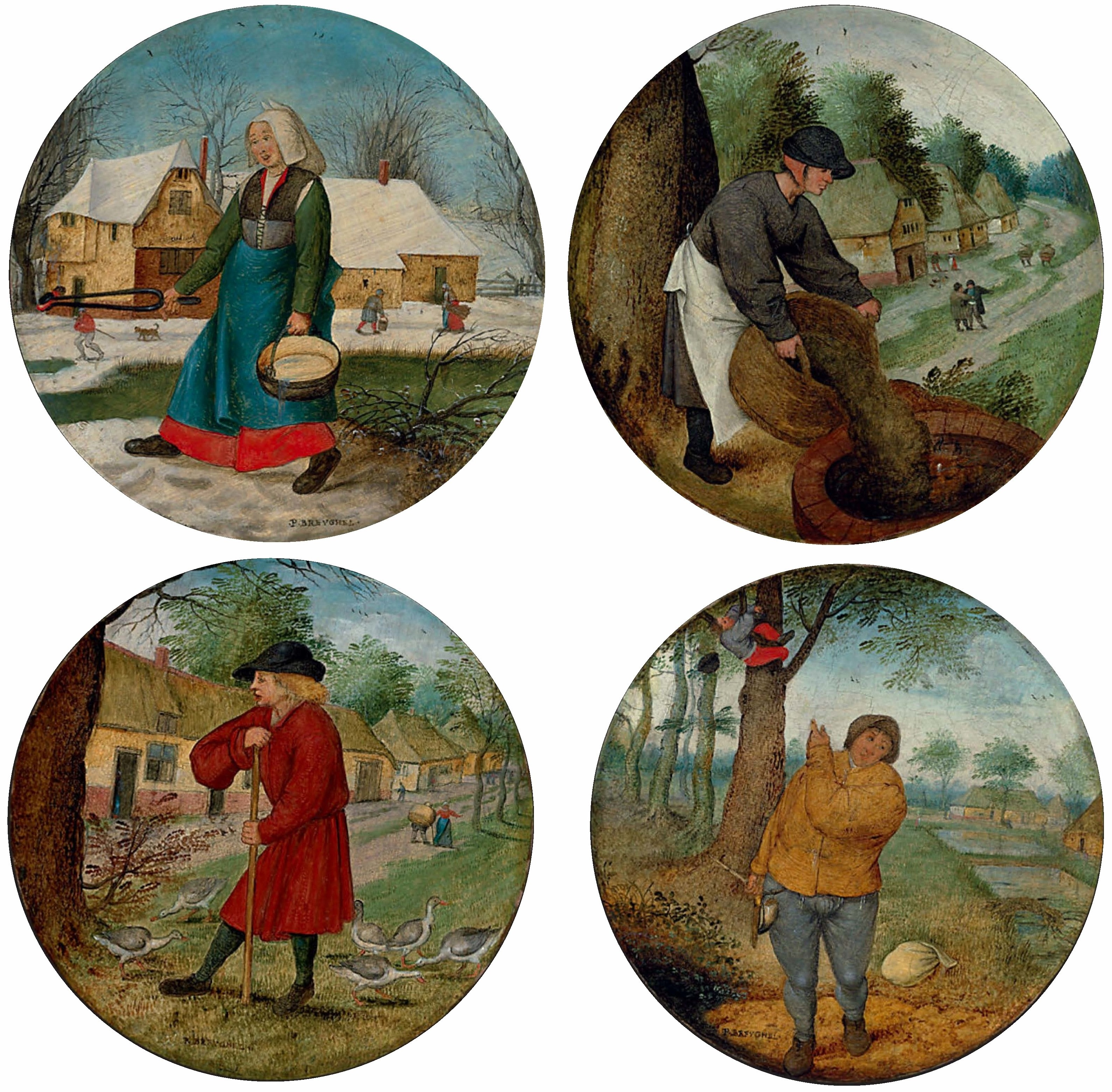
Ifjabb Pieter Brueghel – Négy közmondás Lásdː 3., 9., 78., 300.
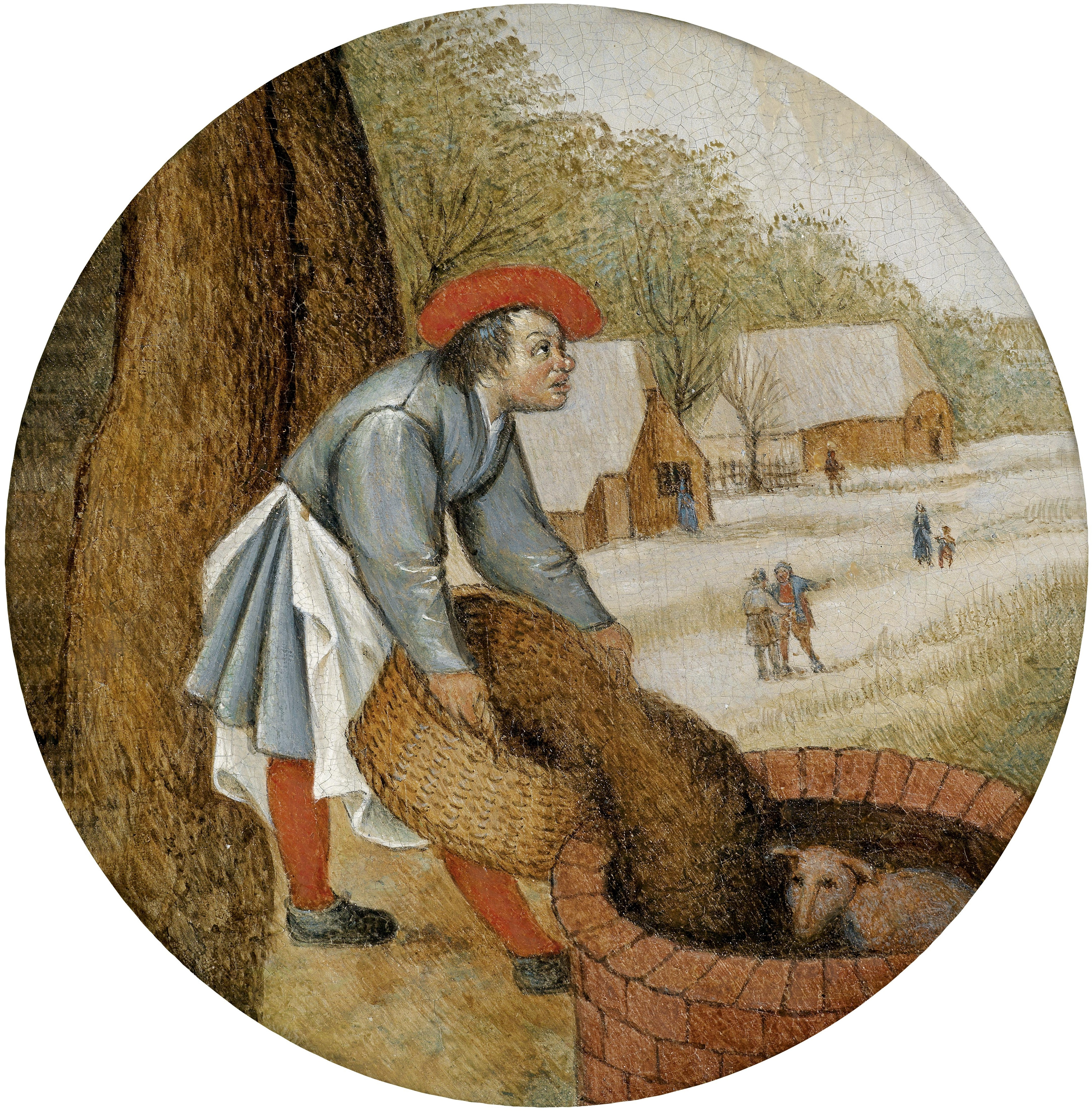
Ifjabb Pieter Brueghel Lásdː 9.
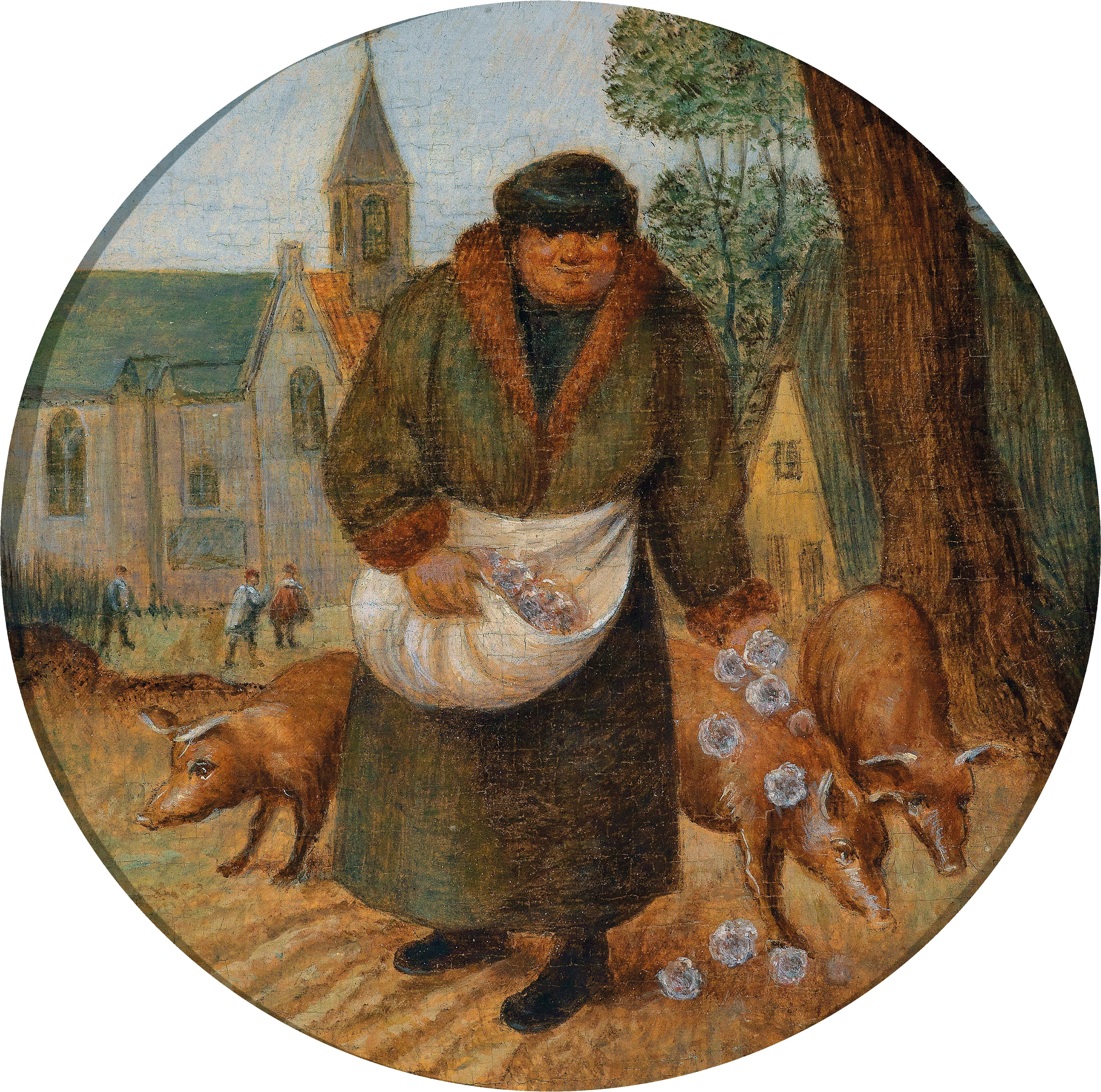
Ifjabb Pieter Brueghel Lásdː 10.
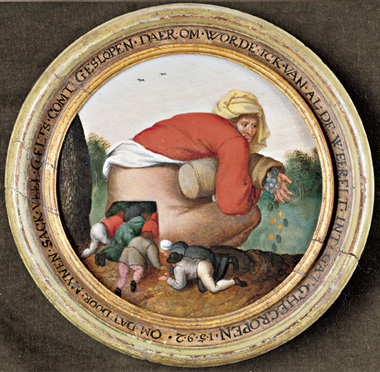
Ifjabb Pieter Brueghel – Hízelgők Lásdː 59.

## Ifjabb David Teniers – Közmondások
Ifjabb David Teniers (1610–1690) idősebb Jan Brueghel Anna nevű lányának férje volt. Teniers festménye lényegében szintén Idősebb Pieter Bruegel Flamand közmondások című művén alapszik, de a helyszínt szinte teljesen átrendezte és a közmondásokat megjelenítő alakok is a saját kialakított ábrázolási stílusát követik. A közmondások közül jóval kevesebbet ábrázol, de a kocsma cégére itt is kék gömb és nem hiányzik a kék köpeny motívum sem.

## Az ábrázolt szólások és közmondások
A szólások, közmondások néhány kivételtől eltekintve a flamand népi kultúrából eredeztethető. Néhány esetben kifejezetten trágár, vulgáris kiszólások. A magyar megfelelőik szintén. Így a magyar közbeszédben, magánbeszélgetésekben alkalmazásuk visszatetszést, megbotránkozást vagy legalábbis sértődést válthat ki. A látszólag ártalmatlannak tűnő szólások alkalmazása is körültekintést igényel ebből a szempontból.
Jelölések:
- Vulgáris! – a kifejezés használata megbotránkozást válthat ki
- Bántó! – a kifejezés vagy szólás használata a beszélő szándéka ellenére ellenérzést válthat ki
- Vastag betűs – a szólás magyar formája

|    | Kép       | Szólás | Jelentése |  |
| -- | --------- | --- | --- |  |
| 1  |           | Vánkoson (párnán) megkötözni az ördögöt | A makacsság mindent legyőz. A mondás Antiokheiai Szent Margit legendáriumára utal. Más mondás szerint a tétlenség az ördög párnája |  |
| 2  |           | Oszloprágó. | Vallásos képmutatás, ájtatoskodás. Magyarul inkább szemforgató lenne. |  |
| 2  |           | Kalap alatt. | A németalföldi fordulat szerint ugyanaz, mint a magyarban suba alatt, azaz titokban. Fű alatt – a szokásostól eltérő módon, leginkább nem teljesen törvényesen elintézni valamit. Az Egy kalap/füst alatt – egyszerre, egy időben (végrehajtani több különböző dolgot) lenne. (Nem feltétlenül párhuzamosan.) A kalap így, az oszlop tetején a másolatok többségén nem szerepel. Egy részén viszont az ördög párnája mellett látható elveszítettnek tűnő kalap. (Lásd még 47.) |  |
| 3  |           | Egyik kezében víz, a másikban parázs | Kétszínű ember Tűz és víz – a magyarban az össze nem illő emberekre – nem feltétlenül házastársakra – szokták ezt mondani. |  |
| 4  |           | Fejjel menni a falnak | Megpróbálni elérni a lehetetlent. A magyar változatban benne van a súlyos következmény lehetősége is. A flamandban inkább hogy hirtelen haragból, meggondolatlanul. Ha pedig döfködi is, akkor (Előbb-utóbb) Beletörik a bicskája Falnak megy. Bolond, esztelen, ki magának árt. Nem verem falba fejemet. (3093.) Falba üti a fejét. Falnak megy, mint a vak légy. |  |
| 4  |           | Egyes másolatokon a falról gyapjúval teli füles kosár, egyen inkább kisméretű dézsa lóg egyik fülével szögre akasztva. Bruegel ismeretlen nevű követőjénél ennek a falnak a tetején szerepel törött korsó, a másik hasonló falon pedig mintha Aladdin mécsesét láthatnánk              | Ezekhez az ábrázolásokhoz nem lelhető fel magyarázat. |  |
| 4  |           | Az egyik lábán cipő, a másik mezítláb Hasonlóan az eredeti mű földgömbbe bújó alakjánál is. (A másolatokon ez utóbbin általában nem, hanem néha a kosárban ülő ember egyik lábán látható zokni. Erre a magyarban kissé pontatlanul néha azt szokták mondani, hogy féllábas.)           | Az egyensúly a legfontosabb Hasonlóan az eredeti mű földgömbbe bújó alakjánál is. |  |
| 5  |           | Ne hagyj rajta gyapjút ha birkát nyírsz! | Ha lehet, minden hasznot be kell zsebelni ??? Ne végezz félmunkát Gyapjaért szokták a kost megnyírni. |  |
| 5  |           | A birkát nyírni kell nem nyúzni | A kapzsiságnak könnyen lehet következménye későbbi lehetséges haszon elmaradása A magyar változat szerint előbb etetni kell a juhot hogy később meg lehessen nyírni. Ez inkább arra mutat rá, hogy befektetés nélkül nincs eredmény. Illetve legutóbb hogy a túlzott adóztatás nemcsak az eredményeket de még az adóbevételeket is csökkentheti. És ide illik esetleg az ötvenes évek egyik kulcsközmondása: Nem ehetjük meg az aranytojást tojó tyúkot |  |
| 6  |           | Egyik birkát nyír, a másik disznót | Ostobán, a lényeget nem látva utánozni másokat. A magyar mondás inkább az ostoba kapzsiságot figurázza ki: A disznón is gyapjat keres. De Sirisaka szerint: Disznón gyapjut keres. (Ott keres, ahol nincs.) Illetve Disznónyíró pénteken azaz Sohanapján. |  |
| 7  |           | Szelíd, mint a bárány | Feltűnően nyugodt, békés ember. Magyarul még: Birka türelme van. Illetve Fát lehet(ne) vágni/hasogatni a hátán. Ártatlan, mint a bárány. |  |
| 8  |           | Kék köpenyt terít az öreg férjre | Becsapja, csalja (erre utal a vörös ruha) őt Már a kortársak is szélesebben, az egész világ megcsalására, becsapására értelmezték mindezt. A festményt emiatt sokan A kék köpeny címen emlegették. A kék a Szűz Mária ikonográfiát kivéve a csalárdság, elbolondítás, csalás színe. De a kettő mégsem független egymástól. Az Istenszülő eget ábrázoló, néha csillagokkal díszített kék köpenye lehetett a mintája a csaló, népbolondító varázslók szintén csillagokkal, Nappal, Holddal díszített kék varázsköpönyegének. Ismét a dolgok színe és fonákja. (Lásd még 12.) |  |
| 9  |           | Késő betemetni a kutat, mikor a borjú már belefulladt. | Magyarul ide leginkább az Eső után köpönyeg illene. Illetve Késő bánat (eb gondolat) De Lukácsy ezt a mondókát idézi: Ügyefogyott rossz gazda, mire jó a kút? Betemetni már mi haszna, ha a borjú belefúlt? |  |
| 10 |           | Rózsát szórni a disznók elé | Magyarul inkább Gyöngyöt hinteni/szórni/dobni a disznók elé Ostobaság erőfeszítést, fáradságot, pénzt méltatlanokra pazarolni. |  |
| 11 |           | Meg kell görnyedni annak, aki a világban jár Az eredeti képen jobb lábán cipő és lábvédő, és az alak kezében a glóbuszon belül könyvtekercs látható mintha olvasásból nézne fel elgondolkodva. A másolatokon ezek nem szerepelnek.                                                     | Aki társadalomban él, alkalmazkodnia kell. Ahogy minden embernek. |  |
| 12 |           | Hüvejkujja körül forog a világ | A magyarban: (Azt hiszi, hogy) körülötte forog a világ, vagy Azt hiszi, hogy ő a világ középe. Beképzelt, nagyképű, esetleg mivel elkényeztetett. Vulgáris magyar változata: Azt hiszi, hogy ő szarta a spanyolviaszt.Erősen bántó és vulgáris! Ujja köré csavar – Elcsábít, elbolondít. A magyarban általában nő férfit és nem fordítva. Bal vállán viszont köpenye bélése van átvetve. Kitárt keze mintha azt mondaná: Íme a dolgok színe és visszája (fonákja). Pont mint Szűz Mária és a varázslók csillagos kék köpenyénél (ld. 8). |  |
| 12 |           | Botot dugni a küllők közé | A munka, a folyamatok akadályozása. Megkötni valakinek a kerekét. Aki így tesz, az kerékkötő. |  |
| 13 |           | Huzakodni, hogy ő kapja a hosszabbat | Mindketten nyerni akarnak a másik rovására. Értelmetlen vitát, harcot folytatnak. Magyarul: huzakodás. Kötélhúzás ebben az átvitt, pejoratív értelemben. A jobb oldali figura övéről lógó kövér erszény arra utal, hogy itt pénzzel is összefüggő kérdésben. Az eredeti formájában a próba arra megy ki, ki töri a perec nagyobb darabját. Itt azonban a másolatok többségével ellentétben a kötélhurok vesz fel perec alakot. A másolatokon egyszerű hurok látható. Ha itt mégis valóban perec lenne, az azt sugallná, hogy az egész küzdelem a külvilágnak szánt színjáték, hisz a perec ennél kisebb erőfeszítésre is rég eltört volna. De valószínűtlen, hogy ez lett volna a mester szándéka. |  |
| 14 |           | A kiömlött kását nem lehet mind összekaparni | Ha megtörtént a baj, nem lehet minden kárt elhárítani, jóvá tenni, meg nem történtté tenni |  |
| 15 |           | Oldalán kövér erszény lóg | Kinek pénze van mindene van (Szerelem is) A magyarban a Buksza (vulgárisan) – (leginkább ledér) nő |  |
| 16 |           | Kapa nyél nélkül | A szóban forgó dolog, tárgy valaminek a hiányában értéktelen, használhatatlan Nyeletlen szerszám hajítófát/fabatkát sem ér |  |
| 17 |           | Nem jut el az egyik sütéstől a másikig | Nincs elegendő lisztje a következő őrlésig Aminek oka persze lehet gondatlanság, esetleg szegénység. Itt a mozdulat azt sugallja, hogy inkább ostobaság. |  |
| 18 |           | Keresni a csatabárdot | Mentséget keresni. A magyarban Elásni a csatabárdot békülni. Ellenkezője, vagyis kiásni megkezdeni a harcot, esetleg felújítani az ellenségeskedést. Ifjabb Pieter Brueghel egyik másolatán a távolban páncélos vitéz teszi ezt. |  |
| 18 |           | Fény derül rá | Valami kiderül, valami világossá, érthetővé válik |  |
| 18 |           | Nagy lámpás, kis fény | Sok beszédnek sok az alja |  |
| 18 |           | Lámpással se lehet (meg)találni | Nehéz (meg)találni |  |
| 18 |           | Mindig megtalálja a legkisebb fejszét | Magyarul a Veszett a fejsze, vesszen a nyele közmondás lehetne a kézenfekvő. De a flamand szólás valójában arra utal, hogy a könnyebik végét fogja meg a munkának. (Mindennek a’ könnyebbik végét fogja.) |  |
| 19 |           | Hering nem sül itt | Nem úgy, ahogy kellene |  |
| 19 |           | Heringet sütni az ikrájáért | Pazarlás. Túl nagy ár egy kis eredményért |  |
| 19 |           | Fedő van a fején Lukácsy szerint lepény, pedig látható a fedő füle | A magyarban a fedél van a feje fölött azt jelenti, hogy van elfogadható szállása. A flamand közmondás arra utal, hogy nem vállalja a felelősséget semmiért. Amit viszont a magyar bibliai utalással úgy fejez ki, hogy Mosom kezeimet. Okos ember: jó volna fejét befödelezni. Gunyos kifejezése okos embernek, mi alatt leginkább „rövid eszü” értendő. Tréfás. |  |
| 19 |           | Kopoltyújánál felakasztott hering | El kell fogadnia a felelősséget a saját tetteiért |  |
| 19 |           | Mi kárt tehet a füst a fűrészben? (A másolatokról hiányzik) | Nincs értelme megpróbálni megváltoztatni a megváltoztathatatlant |  |
| 19 |           | Többet tesz mint egy friss hering | Több mint aminek látszik |  |
| 20 |           | Itt a koca kihúzza a csapot | Elhanyagolt gazdaságra mondták a flamandok. Ahol az állatok a gazda gondatlanságából jószerivel szanaszét járkálhatnak ahol semmi keresnivalójuk se lenne, és még kárt is okozhatnak. Például hogy hozzáférnek a hordókhoz, kíhúzzák, kilökik a csapot és elfolyik a bor. |  |
| 21 |           | Csengőt köt a macskára | Aki meg nem tett hőstettével dicsekszik, vagy azt hetvenkedve ígérni. Utalás a mesére, amelyben az egerek elhatározzák, hogy jelzőcsengőt kötnek a macskára, de azután egyikük se meri megtenni. Így – tekintettel a páncélra – hetvenkedő katona. |  |
| 22 |           | Állig (hollandban fogig) felfegyverkezve | Megfelelően de inkább túlzón felfegyverkezve |  |
| 22 |           | A páncél Flandriában dühöt jelez. | Dühösnek lenni |  |
| 23 |           | Jár a nyelvük mint a rokka | Pletykálkodnak A magyarban inkább jár a szája mint a rokka/motolla vagy be nem áll a szája. |  |
| 23 |           | Meggyőződni, hogy nincs fekete kutya, ami bezavarhat | Légy óvatos nehogy baj érjen A magyarban a sötét ló az ismeretlen tényező. A fekete kutya viszont Churchill mondása nyomán mára a depresszió szinonimája lett. |  |
| 24 |           | Nem tudja, hogyan ölik a disznót. Átszúrta a hasát. | Meggondolatlan elhatározás, amit utólag nem lehet helyrehozni |  |
| 25 |           | Nehezen alkuszik meg két eb egy csonton XIII. századi flamand mondóka: Ha egy a csont, s kettő az eb, Még az ebcsont is rámehet. Két eb meg nem alkhatik egy koncon. | Marakodó, megegyezni, békében együtt élni képtelen emberekre mondták. Számos magyar mondás tárgya az eb. Eb (a)ki ... formában. Legismertebb talán Mátyás király juhászában az Eb aki a levesét meg nem eszi!-re a juhász válasza: Eb aki a kanalát meg nem eszi! |  |
| 26 |           | Szalma szakállat köt Krisztus arcára | Álszent |  |
| 26 |           | Saját fényében sütkérezik A sötét helyiségben egy kabátos alak ül egy jellegzetes háromlábú támlás széken a kemencébe bújva, mintha hallgatózna. A hátára hatalmas lámpa vet fényt. De inkább csak a támlára. Ilyen szék látható 30.-nál, illetve több is A karnevál és böjt harcánál. | Hiúságig büszke magára A magyarban általában valaminek a fényében sütkérezni azt jelenti, hogy valami neki nem járó, esetleg nem is létező előnyt élvezni. Vagy létező, de hiú módon eltúlzott dologgal kérkedni. |  |
| 26 |           | Senki se néz más sütőjébe, csak ha ??? | A gonoszok másokról is gonoszságot feltételeznek A magyar szólás általánosabban fogalmaz, de hasonló helyzetekben szokás emlegetni: Mindenki magából indul ki. |  |
| 27 |           | Megfogja a tyúktojást, elsétál a lúdtojás | Mohó, kapzsi, ám ostoba sietségében a rosszabbat, értéktelenebbet választja |  |
| 28 |           | Kemencébe tátog | Egyszerre több dolgot próbál csinálni Versenyt ásít a kemencelyukkal – semmirekellő. Akkorára tátja a száját mint a kemence – udvariatlanul ásít. Esetleg annyira csodálkozik (Leesik az álla). Ha a fején kötés lenne, arra is gondolhatnánk, hogy Mondj igazat s betörik a fejed. Ám egy ilyen kötés túl szakszerű lenne Bruegel korában. |  |
| 29 |           | Átesni a kosáron | Leleplezni a cselvetést Magyarul: Átlát a szitán (Kiismeri más ravaszságát.) Átlát ő nemcsak a rostán, hanem a szitán is. Átlát a sövényen. Talán ezért mutat fügét a világnak (a másolatokról ez hiányzik) Kikosarazni – elutasítani (régen a kérőt, ma általánosabban). |  |
| 29 |           | Ég és föld között lógni/lebegni | Nehéz/bizonytalan helyzetben lenni |  |
| 30 |           | Kutyát találni a fazékban. Bruegel eredeti képén ez a részlet nehezen kivehető. A másolatokon általában jobban látszik. | Késve érkezni. Mikor már a többiek mindent megettek. A magyarban kutyákkal kapcsolatos még Megette a kutya illetve Megette a kutya a telet, Bizonytalan mint a kutya vacsorája. |  |
| 30 |           | Két szék között a hamuba ülni | Magyarban Két szék között a padlóra/pad alá huppanni/ülni/kerülni. Azaz addig válogat a lehetőségek között, amíg valannyit elszalasztja. Ki sok felé kap, két szék között a pad alá esik. Két szék között a pad alá. |  |
| 31 |           | Kinn lóg az olló. Magyarul inkább kilóg a lóláb lenne Bruegel ismeretlen nevű követőjénél az olló a seprű helyén lóg | Kiviláglik a titkolt hátsó szándék |  |
| 31 |           | (Lerágott) csonton rágódni | Agyontárgyalt témán tovább őrlődni |  |
| 32 |           | Tapogatni a tyúkot (hogy mennyi tojás és abból mennyi csibe várható) | Pótcselekvés szerűen, feleslegesen aggodalmaskodni amúgy is bizonytalan kimenetelű események előtt |  |
| 32 |           | Bruegel eredeti változatán vakablak torz, sziámi iker szerű fejjel Ez a többi változaton hiányzik, vagy egyszerű alblaknyílás helyettesíti. Illetve ifjabb Pieter Brueghel egyik változatán torz, de nem sziámi iker szerű fej.                                                        | Talán Egy szájból fúj hideget és meleget azaz kétértelműen, önmagának ellentmondóan beszél. Esetleg érdekből vagy megfelelni vágyásból mindenkinek a tőle elvártat. Hevet, havat összehord. Összevisszabeszél, minő a hév és hó, meleg és hideg együtt. Az ablakszerű változatnál ha tudná a néző, hogy ez az eredetin vakablak volt, gondolhatna a Világos mint a vakablak mondásra, amit érthetetlen magyarázatokra szoktunk mondani. De ez valószínűtlen. |  |
| 33 |           | Kosárban napfényt hurcolászni | Időpocsékolás Nincs nehezebb az üres kosárnál. |  |
| 34 |           | Néha az ördögnek is kell gyertyát gyújtani | Néha gonosz, rossz embereknek is kénytelen-kelletlen a kedvében kell járni. Ördögnek is kell gyertyát gyujtani. Ördögnek is kell néha gyertyát gyújtani. (A gonosznak kedvezni kell, hogy ne ártson.) |  |
| 35 |           | Ördögnek gyónni | Ellenségnek titkot balgán kifecsegni |  |
| 35 |           | Fülbe súgó | Rossz tanácsadó Valakinek bolhát ültetni a fülébe – sugalmazni valamit többnyire gonosz szándékkal, például gyanakvást felkelteni valakivel szemben Fohászkodik, mint a kovácsfujtató. (Margalits, függelék) |  |
| 36 |           | A gólya is meghívta vacsorára a rókát | Bár az utalás a gólya és a róka meséjére nyilvánvaló, a Mester gólya helyett ismeretlen okból darumadarat ábrázolt. A másolatok többségén viszont gólya szerepel. A mese tanulsága: jobb elkerülni a csalfa embereket. Ne üzletelj, közösködj ilyen emberrel mert becsap. Ne légy vendég a rókánál. |  |
| 36 |           | Mire jó a szép tányér ha üres? | Felesleges a külsőség, ha nincs megfelelő tartalom. A magyarban újabban tréfás/gúnyos régimódiaskodással: A belbecs a fontos, nem a külcsín. |  |
| 36 |           | Krétajelek a róka mellett: Sok van a rovásán | Sokkal tartozik Átvitt értelemben: Sokat vétett megtorlatlanul, s ezért gyűlik ellene az indulat |  |
| 36 |           | Lepény a fal tetején | Magyarázata nem ismert A másolatok többségéről hiányzik is. |  |
| 36 |           | Habmerő kanál a róka mögött | Falánkság. Magyarul a nagykanállal falja/habzsolja az életet azt jelenti, hogy mértéktelenül, csak a testi élvezeteknek él. Magyarul még utalva ennek esetleges egészségtelen voltára is (mind)két végén égeti a gyertyá(já)t |  |
| 37 |           | Ez az alak szinte pontos mása a Tizenkét közmondás Holdra vizelő alakjának. Itt mintha a sülő húsra vizelne. | Erre konkrétan nem lelhető fel magyarázat. |  |
| 37 |           | Nem forog a nyárssal | Nem együttműködő Magyarul ide illene még a Megsüti a maga pecsenyéjét, azaz kihasználja a helyzetet. |  |
| 37 |           | Halászni puszta kézzel Halat fogni háló nélkül | Mások munkájából élni |  |
| 38 |           | Parázson ülni. És (ujjaival) számlálja a perceket, másodperceket | Magyarul tűkön ülni azaz türelmetlenkedni. Türelmetlenül várni. Nehéz a várakozás. Nincs nehezebb a várakozásnál. |  |
| 38 |           | Jobbra a parton a Láp virága | Átlagos vagy inkább jellegtelen lány. Esetleg szépség nyomorúságos, vagy lealacsonyító környezetben. Elutasítóbb a penészvirág. Rossz emberekre, főleg férfiakra a mákvirág. Durvábbanː akasztófavirág. |  |
| 39 |           | A világ a feje tetejére állt Felfordult világ! | Semmi sem olyan, mint régen. Minden régi érték elenyészett. Minden az ellenkezője annak, aminek lennie kellene. |  |
| 40 |           | Tesz (szarikVulgáris!) a világra | Nem törődik mások véleményével. Nincs tekintettel mások érdekére. A bolond fején varázslóföveg a csúcsán tojással. Ha nem jár a kártya, teszek a világra |  |
| 42 |           | Ahogy a kártyák esnek | Valamit a véletlenre bízni Magyarul még: Ahogy esik, úgy puffan |  |
| 42 |           | Átnézni az ollón??? Ifjabb Pieter Brughel másolatain hiányzik. Másoknál csak a szem. | Kisajátítani mások tulajdonát |  |
| 42 |           | Legalább egy tojást hagyni a fészekben (A másolatokon a fészek a fa lombjai között az íjpuskás alak feje fölött látható) | Valamit mindig tartalékolni |  |
| 43 |           | Kinn lóg a fazék | Ez nem olyan mint amilyennek lennie kellene |  |
| 43 |           | Holdra vizelni | Valami lehetetlent próbálni. Magyarul inkább a széllel szemben hugyozniVulgáris mondás a hasonló, bár az inkább a közvélekedéssel szembeni ellenkezés kellemetlenségeire hívja fel a figyelmet. Idősebb Pieter Bruegel Tizenkét közmondás című képén az alak a vízen tükröződő Holdra vizel. Frans Hogenberg és Theodoor Galle művén az égen látható Holdra. |  |
| 41 |           | Orruknál fogva vezet(get)ik egymást | Becsapják, átverik egymást. Magyarul inkább orránál fogva vezetni valakit vagy valakiket. A mondás eredete valószínűleg az erős és kiszámíthatatlan állatok fékentartására szolgáló orrkarika. Karikát fűz az orrába – Meghunyászkodóvá teszi, megszelídíti, megbékíti. Orránál fogva vezetik. (Tetszés szerint bánnak vele.) |  |
| 41 |           | Alea iacta est, azaz a kocka el van vetve | A döntés megszületett. Visszaút nincs többé. Minden további vita értelmetlen. |  |
| 41 |           | Bolond húzza a legjobb lapot. Magyarul inkább hülyének van szerencséjeBántó! lenne. Finomabban fogalmazva: A szerencse kedvez az ostobáknak. | A szerencséhez nem kell ész. Bár a magyar változat inkább a szerencsések lekicsinylése savanyú a szőlő alapon. |  |
| 43 |           | Úgy nevet, mint egy fogfájós paraszt | Erőltetetten, kényszeredetten nevet Európa közelebbi tájain: Fáj a foga a füle mögött – szimulál |  |
| 44 |           | Szappan nélkül borotválni | Bolonddá tenni, csúffá tenni, elbolondítani (fején csörgősipka) Akik ezt teszik, csuhások |  |
| 45 |           | Halat fogni, halfogással próbálkozni a (kerítő)hálón kívül | Elszalasztani a lehetőséget |  |
| 46 |           | A nagy hal megeszi kis halat | Az erősek, gazdagabbak gazdagítják magukat a gyengébbek, szegényebbek rovására (Bruegelnek ismert egy rézkarca egy eredetileg Hieronymus Boschnak tulajdonított műről.) |  |
| 47 |           | Azt sem állhatja, ha a napot látja a vizen csillogni | Féltékenység a mások sikerére. És esetleg ostobán tenni is próbál ellene. (Itt legyezővel eltakarni.) |  |
| 47 |           | Az alak mögött talán a sietség miatt elhagyott kalap a vízen. Egyes változatoknál nem a vízben, hanem az ördögöt kötöző asszony mellett látható elhagyott kalap. | Ha a víz alatt a kalaphoz tartozó embert is látnánk sejleni, akkor az a mondás illene ide, hogy nem tudja kiemelni a fejét a vízből, vagyis nem tud úrrá lenni a nehézségeket, főleg adósságokon. Nem tudom utolérni magamat – ez ezen kívül vonatkozhat még arra is, hogy nem tudom a munkában a hátralékomat ledolgozni, mert a sok új feladat újrateremti a hátralékot. Elborít a munka – Be vagyok havazva |  |
| 48 |           | Nehéz az árral szemben úszni/evezni | Nehéz az általános nézetekkel szembe helyezkedni A magyarban megúszni valamit valami konkrét bajt elkerülni. Viz ellen uszni. (3251.) |  |
| 49 |           | Sima farkú szerencse. | Nem okos dolog csak a szerencsében bízni és csak benne reménykedni. Magyarul még: A szerencse hamar elillan. és A szerencse forgandó |  |
| 49 |           | Könnyű más bőréből széles szíjat hasítani | Könnyű a más pénzét, javait pazarolni |  |
| 49 | NP-95.jpg | Addig jár a korsó a kútra amíg el nem törik (A másolatokról hiányzik, de Bruegel követőjének festményén a fal tetején látható törött korsó.) | 1: Mindennek megvannak a maga korlátai. 2: Aki sokat és feleslegesen kockáztat, az előbb-utóbb rajtaveszt Addig jár korsó a kutra, mig el nem törik. Német: Der Krug geht so lange zu Wasser, bis er zerbricht. Franczia: Tandis va la cruche a l'eau qu'il s'enfin casse. |  |
| 50 |           | Átnéz az ujjai között | Megbocsájt Magyarul: Szemet húny valami felett. Elnéz (megbocsájt, esetleg csak ráhagy) valamit (bűnt, hibát) valakinek. Ha nem nézne át, akkor nyilván nem látja vagy nem akarja látni a dolgot. Behúnyja a szemét átvitt értelemben. Szemet hunyni. (Valamit szándékosan nem venni tudomásul.) |  |
| 51 |           | Kinn a kés | Kihívó |  |
| 52 |           | Fapapucs | Hiábavaló várakozás A magyarban az Azt se mondta: fapapucs – szó nélkül, búcsú nélkül távozott. Legújabban, egyes helyeken a(z) (És) fapapucs ...-ot az Ésatöbbi, ésatöbbi ... helyett mondják. |  |
| 53 |           | Lyukas a háza teteje | Nem túl eszes. Tyúkeszű. Lyukas eszű. |  |
| 53 |           | Régi tetőt sokat kell foltozni | Régi dolgok több karbantartást igényelnek |  |
| 53 |           | Lécből van a tető | Lehet hogy hallgatóznak, azaz A falnak is füle van A falnak is van füle. Franczia: Les murs ont des oreilles. Falnak is vannak fülei. |  |
| 54 |           | Kilőni még egy nyilat, hogy megtalálja a másikat | Megismételni egy korábbi ostoba cselekedetet |  |
| 54 |           | Mint a nyíl | Gyorsan cselekedni Lődözni a vakvilágba Nem célszerűen, hanem találomra cselekedni (bízva a vakszerencsében) |  |
| 55 |           | Két bolond, meg egy kísérő | Bolond ritkán jár egyedül Magyarul még szóba jöhetne az Egy bolond százat csinál. Illetve mivel egy kámzsában két barát, az Egy húron pendülnek |  |
| 55 |           | Az ablakon is kinő | Nem maradhat titokban |  |
| 56 |           | Muzsikál a pellengéren | Valami szégyenteljes dolgára, cselekedetére ostobaságában saját maga hívja fel a figyelmet Magyarul: Szétkürtöli Telekürtöli vele a világot |  |
| 57 |           | Ökörről szamárra esni | Rossz vásárt csinál Rossz üzletet köt/cserét csinál Csapások rossz időkben |  |
| 58 |           | A fenekével nyitja az ajtót | Az alázatoskodásra vonatkozó szólás volt Németalföldön (Ld. még 68.-nál) |  |
| 58 |           | Terhet visel/hordoz a vállán/hátán. | Gondjai vannak. Magyarul a Nagy súly nehezedik a vállára – nagy a felelőssége. |  |
| 58 |           | Valami nyomja a vállát | Lelkiismeret furdalása van. Magyarul még Valami nyomja a szívét/lelkét/szívét-lelkét |  |
| 58 |           | Egy koldus sem szeret másikat az ajtó előtt látni | Haragudni konkurencia, előnytelennek látszó versenyhelyzet miatt |  |
| 59 |           | Ez úgy lóg, mint árnyékszék a csatorna felett | Ez nyilvánvaló |  |
| 59 |           | Átlát a tölgyfadeszkán is – ha van rajta lyuk Egyes változatokon nem látszik kéz a lyukban, másokról viszont maga a lyuk is hiányzik | Nem olyan nagy mágus, csak annak tűnik / nem olyan különleges, mint amilyennek látszik |  |
| 59 |           | Egy lyukba szarnakErősen bántó és vulgáris! | Elválaszthatatlan társak, barátok 2. egyetértenek egymással Vulgáris túlzással Együtt szarnak, együtt hugyoznakErősen bántó és vulgáris!, azaz elválaszthatatlan társak, elválaszthatatlan barátok. Enyhébb szóhasználattal Sülve-főve együtt vannak. Testi-lelki jóbarátok. |  |
| 60 |           | Szórja a pénzt a vízbe. Magyarul inkább két kézzel szórja a pénzt vagy kidobja/kihajítja a pénzt az ablakon | Tékozol |  |
| 60 |           | Romos fal hamar ledől | A rosszul megvalósított dolgok hamar tönkre mennek, hamar megmutatkozik a hibájuk és a belőle származó kár |  |
| 61 |           | Kerítésre akasztja a kámzsáját | Abbahagyja eddigi foglalkozását. Egyházfiaknál „kiugrik”. A magyarban a hasonló szólásban az életmódot, foglalkozást szimbolizáló tárgyat szögre akasztják. |  |
| 62 |           | Táncoló medvét látni | Éhezni. Az éhezéstől hallucinálni. Néha tréfásnak szánt túlzással. A magyarban kopog a szeme az éhségtől. Lássuk a medvét! – Fogjunk hozzá! (Akár evéshez is.) Magyarban a támasztja a kapát a lustaság szinonimája lenne. |  |
| 62 |           | A medvék egymás között érzik jól magukat, egymás társaságát keresik | A magyarban a Madarat tolláról, embert barátjáról szólás megfelelője. |  |
| 63 |           | Kiáll a seprű | Jól érzik magukat a főnök távollétében. Magyarul: Ha nincs otthon a macska, cincognak az egerek. Bruegel ismeretlen nevű követőjénél az olló a seprű helyén lóg, de az értelmezése ott 31. szerinti. |  |
| 63 |           | Seprő alatt esküdtek | Titkos szeretők. Esetleg kifejezetten vadházasságban élnek |  |
| 64 |           | Pite fedi a háza tetejét | Nagyon gazdag / bővelkedik |  |
| 65 |           | Ha nyitva marad az ól, a disznók rámennek a búzára | Nemtörődömségből eredő kár |  |
| 65 |           | Amit a paraszt veszít a búzán, visszanyeri a szalonnán. | Mikor valaki úgy veszít valamin, hogy egy hozzá kapcsolódó dolgon legalább részben visszanyeri vagy fordítva A mit a vámon nyer, elveszti a réven. |  |
| 66 |           | Úgy rohant, mint akinek (égő) tapló van a hátsójában/fenekében/seggébenVulgáris! Ez az alak egyes változatokban az égő háznál a lovag mögött fut meztelenül | Tréfás/vulgáris túlzással: nagyon sietett |  |
| 66 |           | Aki tűzet eszik, szikrát szarikVulgáris! | Aki valami veszélyes, kockázatos dolgot művel, ne lepődjön meg, ha baj lesz belőle Erdélyinél még: Ki vasat eszik, lánczot sz..ik. |  |
| 67 |           | Köpönyegforgató Itt a köpenybe talán az érthetőség kedvéért éppen belekap az aktuális szél. | Aki a véleményét a vélt vagy valós érdekeinek megfelelően változtatgatja. Magyarul erre még azt is mondhatjuk, Mindig azt nézi, merről fúj a szél. Röviden: Szélkakas. |  |
| 68 |           | Megcsókolja a gyűrűt az ajtón (Csak id. Pieter Bruegel változatán) | Túlságosan, túljátszottan alázatos. A szólás gúnyos utalás lehet arra, hogy nem csak a halászgyűrűt csókolja meg, hanem már a templomajtó gyűrűjét is. Talán emiatt hiányzik más képekről. (Ld. korábban 58.-nál.) |  |
| 69 |           | Gólyát bámulni | Pazarolni az időnket |  |
| 69 |           | Tolláról ismerszik a madár | Ez magyarban automatikusan a Madarat tolláról (, embert barátjáról) mondás lenne. Hollandul viszont: 1. egy személy megjelenéséből lehet következtetni milyen ember. Ez magyarban úgy szólna, hogy (Mégiscsak) a ruha teszi az embert illetve eredeti tagadó formájában Nem a ruha teszi az embert 2. A gyerekek gyakran utánozzák szüleiket. Ez pedig arra a magyar szólásra emlékeztet, miszerint Nem esik messze az alma a fájától. De ez is megjelenik néha tagadó formában: Néha messze esik az alma a fájától |  |
| 70 |           | Tollát a szélbe szórja | Felesleges munkát végez. Értelmetlen cselekedetet hajt végre. |  |
| 71 |           | Két legyet (üt(ni)) egy csapásra | Ha lehet, legyünk hatékonyabbak A másolatokon az ablakban látható férfi is a gólyát nézi |  |
| 72 |           | Nem érdekli, kinek a háza ég, amíg melegedhet a lángjánál Furcsa módon egyes változatokon az égő ház előtt rakott tűznél | Minden lehetőséget megragad tekintet nélkül arra, milyen – esetleg még aránytalanul nagy – kára származik belőle másoknak. Esetleg mások kárából hasznot húzni. |  |
| 72 |           | Nagyobb a füstje mint a lángja | Bruegel a tölcsérszerű kialakítással mintha azt érzékeltetné, hogy hatalmas, sűrű füstoszlop tör az ég felé, bár a képről a legnagyobb része lemaradt. Ekkora tűznél mintha valóban túlzásnak tűnne ilyen hatalmas füst. |  |
| 73 |           | Húzza a bakot | Fáradság semmiért, értelmetlenül Megtévesztve szerető által |  |
| 73 |           | Ijedtében a vénasszony is nyargal | Váratlan helyzetben nem várt adottságok is felszínre kerülhetnek. A félelem szárnyakat ad. |  |
| 74 |           | A lócitrom nem füge(Enyhén vulgáris) | Magyarul a talán legközelebbi mondás a nem mind arany ami fénylik. |  |
| 74 |           | A meredek partra mintha egy borona lenne borítva. Egyes másolatokon a földön látható elhagyott borona. | A vonatkozó flamand szólás nem ismert. Magyarul a megoldott problémákra, elsimított ellentétekre mondjuk, hogy El van boronálva. |  |
| 75 |           | Vak vezet világtalantLehet bántó a használata(, és együtt esnek verembe) | Tudatlan, emellett esetleg ambiciózus ember próbál ugyanolyan tudatlanokat irányítani Szélesebb társadalomkritikai értelemben azért, mert a tudatlanok arra is képtelenek, hogy ezt a tényt felismerjék. Vak vakot vezet. M. Vak vezet világtalant. ML. Latin: Coecus coeco dux. |  |
| 76 |           | Nem az út vége meglátni a templomtornyot | Csak akkor szabad abbahagyni az erőfeszítést, amikor már tényleg célhoz értünk, és nem akkor, amikor látszik a közeli befejezés |  |
| 76 |           | Minden napvilágra kerül egyszer | Előbb-utóbb minden kitudódik. Semmi sem lehet rejtve örökre. Tudva, hogy Németalföldön nyugatra van a tenger, lehetne még Nyugtával dicsérd a napot Napot nyugodva dicsérj. Lementével/Nyugtával/Multával dicsérd a napot. Magyarul még a Bealkonyult (neki) – vége van. Esetleg Vége a pünkösdi királyságnak. |  |
| 77 |           | Egyik szemét a vitorlán tartja (a vitorlán egy szem látható) | Éber, óvatos |  |
| 77 |           | Jó szélben könnyű vitorlázni | Könnyű sikereket elérni ha megfelelőek a körülmények |  |
| 78 |           | Ki tudja, miért járnak a libák mezítláb? | Mindennek meg van az oka, bár nem biztos, hogy az nyilvánvaló |  |
| 78 |           | Nem vagyok kapuőrző. Hagyom hogy a liba liba legyen | Nem beleszólni más dolgába |  |
| 79 |           | Dögre száll a varjú.Bántó! | Ha valamit (főleg ingyen vagy olcsón) meg lehet szerezni, mindenki tolakszik előre. |  |
| 80 |           | SzarniVulgáris! a fára (bitófára) | Nem rettenti el semmilyen büntetés. |  |

## Tizenkét közmondás
|     | Kép | Szólás                                                          | Jelentése                             |  |
| --- | --- | --------------------------------------------------------------- | ------------------------------------- |  |
| 200 |     | Az ital nyomorba dönt, rossz hírbe hozza a nevet és tönkretesz. | A szólás Magyarországon is közismert. |  |

## A fészekrabló
A fára mászó fészekrabló idősebb Pieter Bruegel önálló festményének témája. Fennmaradt ifjabb Pieter Brueghel egyik medalionján. Illetve felismerhető idősebb Pieter Bruegel követőjének Flemish Proverbs címen ismert képén is.
Lehetséges, hogy a fára mászó alak nélkül szerepel Flamand közmondásokon is az eresz alatt illetve a másolatok egy részén a fák ágai között látható fészek formájában. A flamandok azokra mondták, akik mások munkáját, ötletét vagy javát próbálják meg saját hasznukra felhasználni.
|     | Kép | Szólás      | Jelentése                                                 |  |
| --- | --- | ----------- | --------------------------------------------------------- |  |
| 300 |     | Fészekrabló | Pórul járt a fészekrabló. Megijedt és lepottyant a fáról. |  |

## Frans Hogenberg – Kék köpeny
|     | Kép | Szólás                                                                              | Jelentése |  |
| --- | --- | ----------------------------------------------------------------------------------- | --- |  |
| 401 |     | Átnézni hét lyukon (Johannes van Doetechumnál és más forrásokban is kilenc lyukon)  | |  |
| 402 |     | (Férfi hátán szélmalomlapáttal, más műveknél csak szélmalom) Mindig szélirányba áll | Soha nincs önálló véleménye. Mindig azzal ért egyet, akivel éppen beszél. Szélkakas. Mindig megnézi, honnan fúj a szél. |  |